# Sport extrême

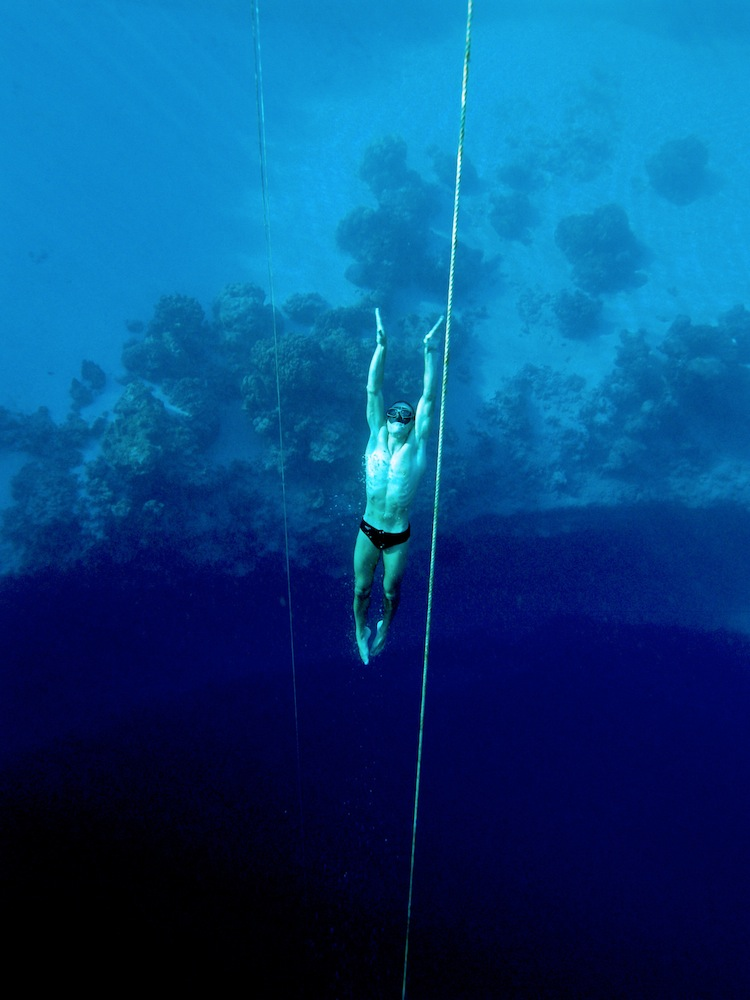
En compétition, l'apnée en poids constant consiste à plonger le plus profondément possible, en mer, et remonter à la seule force de ses muscles. Cet effort physique intense se déroule en environnement hyperbare, dans une situation d'hypoxie et d'hypercapnie, sans possibilité de respirer avant d'atteindre la surface.

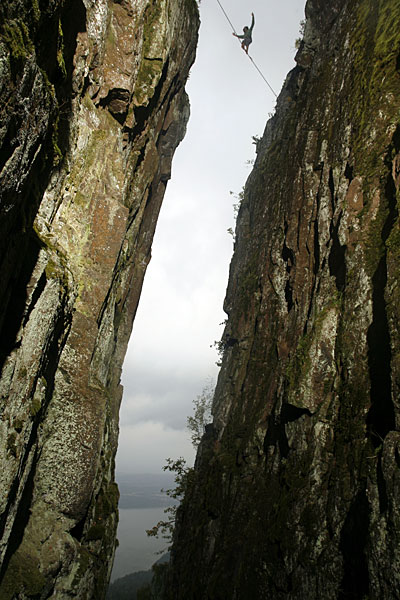
Une Highline, exercice de funambulisme pratiqué dans des conditions extrêmes.

Un sport extrême est une activité sportive particulièrement dangereuse,, pouvant exposer à des blessures graves ou à la mort en cas d'erreur dans son exécution. Il peut se pratiquer en milieu aquatique, dans le ciel ou sur terre et implique souvent vitesse, hauteur, engagement physique, ainsi qu'un matériel spécifique.

## Définition
La notion de sport extrême est utilisée, en l'absence de définition, pour agréger sous une même appellation des sports et pratiques différents, en les énumérant. Cette notion est notamment utilisée dans un but marketing ou télévisé. L’appellation regroupe par exemple des sports requérant de l'endurance ou au contraire des activités à risque. Si tous les sports peuvent être associés à des risques de blessures, les sports dits « à risque » le sont davantage. De ce fait, l’appellation est subjective. En raison de cette subjectivité, l'idée que l’appellation « sport extrême » puisse désigner un concept est discutée. Ainsi, certains auteurs réfutent l'hypothèse que l’appellation « sport extrême » désigne un concept.

## Historique
L'origine de la notion de « sports extrêmes » daterait des années 1950 dans une phrase attribuée traditionnellement (et certainement à tort) au romancier américain Ernest Hemingway :

« Il y a seulement trois sports : la tauromachie, la course automobile et l'alpinisme ; tous les autres ne sont rien que des jeux d'enfants . »

La notion de sport extrême a évolué au fil du temps. Dans les années 1970 à 1980, étaient considérés comme extrêmes les sports pour lesquels les risques d'accident mortel en cas d'erreur étaient réels. À partir des années 1990, l'auto-proclamation de sport extrême est devenue assez courante, dans le but de valoriser l'activité. Depuis les années 2000, la définition s'est considérablement assouplie et sont classés dans cette catégorie les sports qui offrent de fortes poussées d'adrénaline ou qui sont des variations de sports classiques initialement sans dangers mais orientées vers des pratiques plus dures, plus complexes et plus dangereuses.
La notion de sport extrême reste subjective ; elle comprend un ensemble d'activités plus ou moins dangereuses, dont par exemple : le kayak de rivière, le ski de pente raide, parkour et freerun, le speed riding, le kite surf, le snowkite, le VTT de descente, le BMX,  le bodyboard, le freeride VTT, les échasses urbaines, la trottinette freestyle, le Buggy rolling, le skimboard…
En 2004 dans le livre In Search of the Ultimate Thrill, Joe Tomlinson a proposé une classification des sports extrêmes basée sur le milieu dans lequel ils sont pratiqués : les sports aériens (base jump, saut à l'élastique, vol à voile...), les sports terrestres (alpinisme, escalade...) et les sports aquatiques (barefoot, plongeon de haut vol, apnée…).

## Liste de sports extrêmes
- Apnée sportive
- Base Jump
- BMX
- Canyoning
- Course automobile
- Deltaplane
- VTT de descente
- Escalade
- Freeride VTT
- Freerun
- Highline
- Kayak de rivière
- Kite surf
- Moto motocross
- Parachutisme
- Parapente
- Parkour
- Planche à voile
- Plongeon de la mort
- Plongeon de haut vol
- Roller freestyle
- Skateboarding
- Ski de pente raide
- Ski freeride
- Ski freestyle
- Skimboard
- Skyrunning
- Snowboard freestyle
- Snowkite
- Speed riding
- Tauromachie
- Trampoline (sport)
- Trottinette freestyle

## Aspects sociopsychologiques
Du point de vue de la sociologie du sport les sports extrêmes sont définis par leur part de prise de risque très élevée et un rôle particulier donné à la sensation de peur intense, haut placée dans l'échelle des sensations.
Du point de vue de l'éthique et de la psychologie du sport, ils posent au sportif et à son entourage un dilemme : jusqu'à quel point le sportif peut-il engager sa vie et celle d'une équipe ou des secouristes qui seraient éventuellement amenés à devoir venir le sauver, et quel exemple donne-t-il, dilemme peut-être plus facile à résoudre dans une société individualiste et libérale, et généralement résolu par une préparation physique et psychologique ainsi qu'une gestion du risque très poussée. La recherche de sensation forte, éventuellement addictive est aussi un élément important, voire une récompense dans ce type de sport.
Cette pratique ne suppose pas que les participants n'ont pas peur, mais qu'ils contrôlent cette peur, seuls ou en groupe. L'expérience de la peur intense, le rapport à la peur, la gestion de la peur font partie de cette expérience et selon Brymer (2013), elles jouent dans ces activités un rôle important de transformation de soi. S'il n'y a pas abus et impréparation, la peur intense est alors intégrée et vécue comme un événement potentiellement significatif et constructif de la personnalité. Divers facteurs socioculturels interviennent dans la motivation de ces sportifs particuliers. Outre une volonté de dépassement de soi, et parfois d'un besoin de reconnaissance ou de faire partie d'une élite, les « exemples » (souvent maintenant sponsorisés) donnés par des livres puis par les médias télévisuels et commerciaux, et un esprit de rébellion font partie des facteurs de motivation (consciente ou inconsciente) souvent cités. L'époque, l'âge et le genre ont aussi une importance. Selon certains auteurs, il existe un type de personnalité de type T ("risk-taker), c'est-à-dire preneuse de risque et recherchant les sensations fortes apportées par ce type de stress. Il arrive aussi que certains athlètes en meurent comme par exemple Dave Mirra.

## Compétitions
Certains de ces sports sont représentés dans des compétitions spécifiques tel les X Games ou le FISE en France.